# Valantine Nzayisenga
Valantine Nzayisenga, née le 15 mars 2000, est une coureuse cycliste rwandaise.

## Carrière
Elle est médaillée d'or en contre-la-montre par équipes juniors aux Championnats d'Afrique de cyclisme sur route 2018 à Kigali. Aux Championnats d'Afrique de cyclisme sur route 2021 au Caire, elle est médaillée d'argent en contre-la-montre par équipes et en contre-la-montre par équipes mixtes.
Sur le plan national, elle est sacrée championne du Rwanda de course en ligne en 2019.

## Palmarès
- 2018
  - 2e du championnat du Rwanda sur route
- 2019
  -  Championne du Rwanda sur route
- 2021
  -  Médaillée d'argent du championnat d'Afrique du contre-la-montre par équipes
  -  Médaillée d'argent du championnat d'Afrique du contre-la-montre par équipes mixtes
  -  Médaillée de bronze du championnat d'Afrique sur route espoirs
- 2023
  - 4e étape du Tour du Burundi
  -  Médaillée d'argent du championnat d'Afrique du contre-la-montre
  -  Médaillée d'argent du championnat d'Afrique du contre-la-montre par équipes mixtes
  - 2e du championnat du Rwanda du contre-la-montre
  -  Médaillée de bronze du championnat d'Afrique du contre-la-montre par équipes
- 2024
  -  Championne d'Afrique du contre-la-montre par équipes mixtes

## Classements mondiaux
| Année                                 | 2021 | 2022 | 2023 | 2024 |
| ------------------------------------- | ---- | ---- | ---- | ---- |
| Classement UCI                        | 193e | 698e | 215e | 518e |
|                                       |      |      |      |      |
| Légende : nc = non classéSource : UCI |      |      |      |      |